# Latronico
Latronico é uma comuna italiana da região da Basilicata, província de Potenza, com cerca de 5.150 habitantes. Estende-se por uma área de 75 km², tendo uma densidade populacional de 69 hab/km². Faz fronteira com Carbone, Castelluccio Inferiore, Castelluccio Superiore, Castelsaraceno, Episcopia, Fardella, Lauria.

## Demografia
| Variação demográfica do município entre 1861 e 2011                               |
|                                                                                   |
| Fonte: Istituto Nazionale di Statistica (ISTAT) - Elaboração gráfica da Wikipedia |